# Calamistre

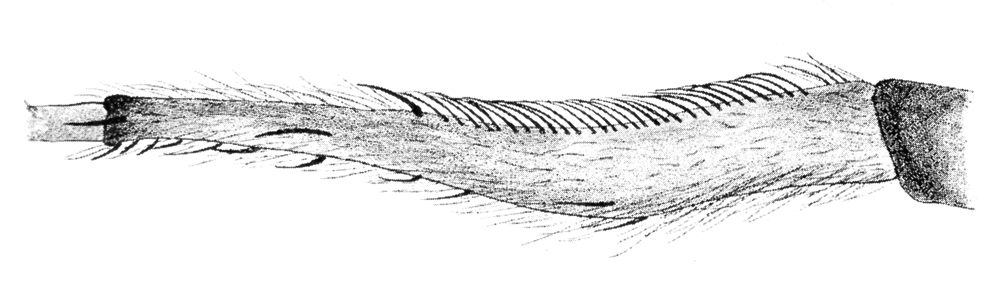
Calamistre de Zosis geniculata

En les aranyes, el calamistre o calamistrum és una fila de pèls especialitzats que algunes aranyes tenen en les potes posteriors i utilitzen per pentinar les fines bandes de seda que produeixen. Només es troba en les aranyes cribel·lades que són les que posseeixen l'òrgan de filatura conegut com a cribel. El calamistre i el cribel solen formar les característiques bandes de seda que s'observen en algunes teranyines. El calamistre és trobat en el marge superior del metatars de les potes posteriors. Cada pèl curt i fort del calamistre està serrat en un costat i llis per l'altre.
La longitud del calamistre d'una aranya és sempre igual o més gran que l'amplada del cribel. La proporció entre la longitud del calamistre i l'amplada del cribel varia molt, fins i tot entre espècies properes. Probablement pot ser produït per les diferències en el comportament i també per variacions morfològiques com la mida i forma de les potes i l'abdomen.
Quan un mascle d'una aranya cribel·lada assoleixen la maduresa sexual, no perden ni el cribel ni el calamistre; o, si més no, el mantenen en una forma vestigial.